# Gabriella Garland
Gabriella Garland, ursprungligen Olsson, född 15 november 1912 i Oscar Fredriks församling i Göteborg, död 23 november 2016 i Sankt Görans distrikt i  Stockholm, var en svensk journalist och programledare vid Sveriges Radio.
Garland tog studenten 1932 och studerade sedan vid Stockholms högskola 1932–1935. Hon arbetade sedan som journalist i dags- och veckopress innan hon 1947 blev anställd vid Sveriges Radio. Hon förblev där till sin pensionering 1977.
I början av sin radiokarriär ledde hon ungdomsprogrammet "Fönstret", som blev mycket uppmärksammat. Senare kom hon till stor del att ägna sig åt socialreportage.
Gabriella Garland var dotter till ecklesiastikminister Olof Olsson (S) samt syster till geografen Sven-Olof Garland och tecknaren Jan-Erik Garland (Rit-Ola). Hon var faster till serieskaparen Olle Berg. Gabriella Garland är gravsatt på Gamla kyrkogården i Ystad.